# Idaea sinica
Idaea sinica är en fjärilsart som beskrevs av Yang 1978. Idaea sinica ingår i släktet Idaea och familjen mätare. Inga underarter finns listade i Catalogue of Life.